# Trichostachys
Trichostachys  es un género con 19 especies de plantas con flores perteneciente a la familia de las rubiáceas.
Es nativo de África tropical.

## Taxonomía
El género fue descrito por Hook.f. in G.Bentham & J.D.Hooker y publicado en Genera Plantarum 2: 24, 128. 1873.

## Especies seleccionadas
- Trichostachys aurea Hiern in Oliv. & auct. suc. (eds.) (1877).
- Trichostachys ciliata Hiern in D.Oliver & auct. suc. (eds.) (1877).
- Trichostachys hedriocephala Bremek. (1956).
- Trichostachys interrupta K.Schum. (1903).